# Caenohalictus monilicornis
Caenohalictus monilicornis is een vliesvleugelig insect uit de familie Halictidae. De wetenschappelijke naam van de soort is voor het eerst geldig gepubliceerd in 1932 door Alfken.